# Myceliophthora lutea
Myceliophthora lutea är en svampart som beskrevs av Costantin 1892. Myceliophthora lutea ingår i släktet Myceliophthora, ordningen Onygenales, klassen Eurotiomycetes, divisionen sporsäcksvampar och riket svampar.   Inga underarter finns listade i Catalogue of Life.